# Ràdio

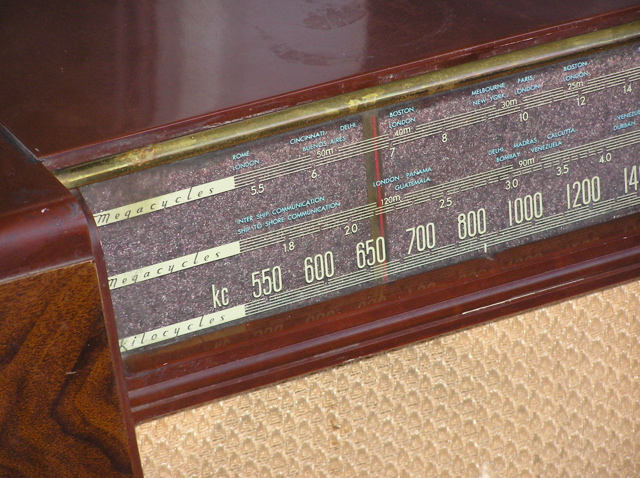
Dial de receptor de ràdio clàssic

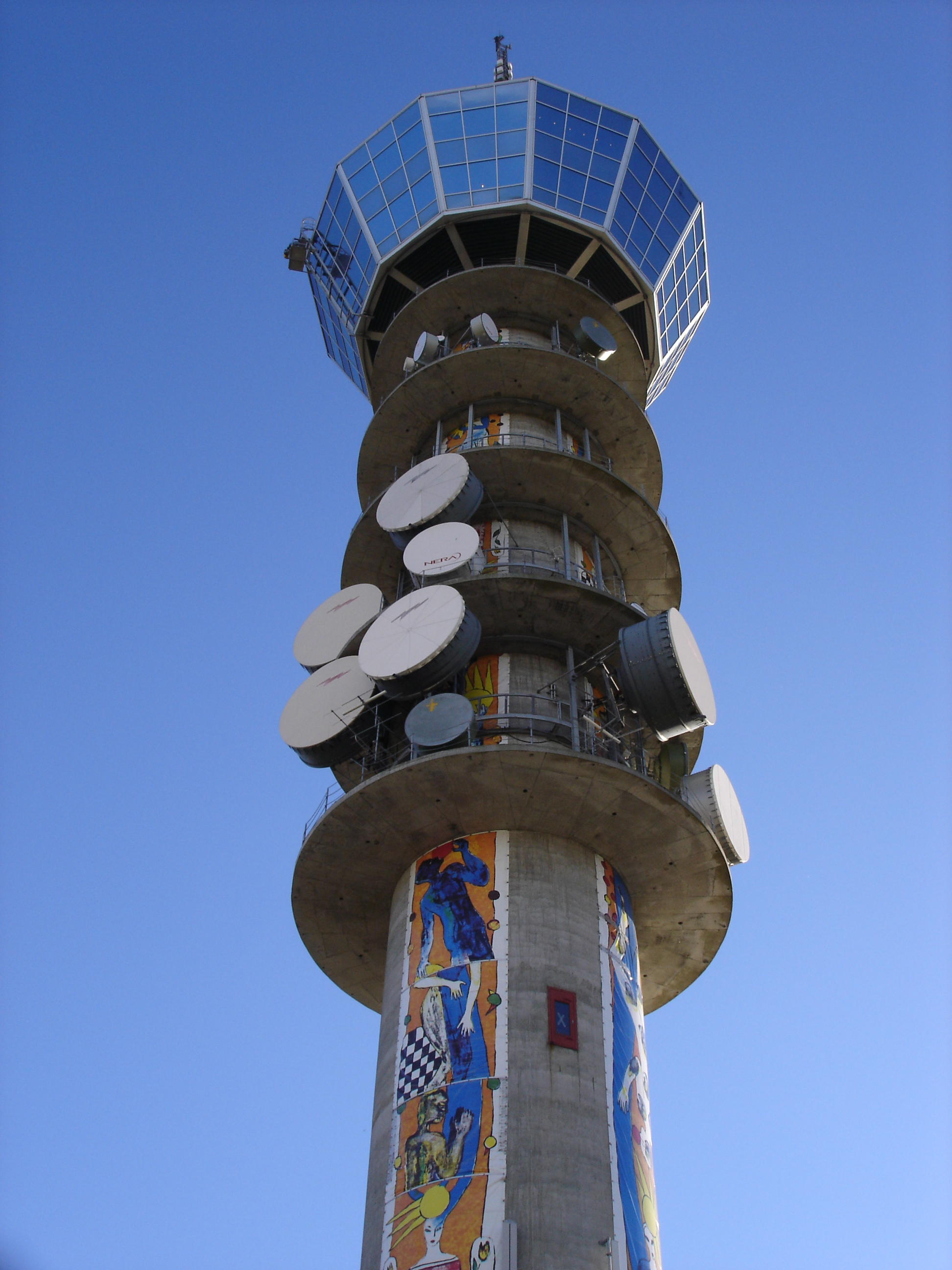
Emissora de ràdio.

La ràdio és la transmissió de senyals mitjançant la modulació d'ones electromagnètiques amb freqüències per sota de les de la llum visible. La radiació electromagnètica es propaga per mitjà de camps electromagnètics oscil·lants que travessen l'aire i el buit de l'espai.
La informació és transportada canviant de forma sistemàtica (modulant) alguna propietat de les ones radiades, com ara l'amplitud, la freqüència, la fase, o l'amplada de pols. Quan les ones de ràdio arriben fins a un conductor elèctric, els camps electromagnètics oscil·lants indueixen un corrent altern en el conductor. Això pot ser detectat i transformat en senyals de so o en altres senyals que portin informació.

## Història

### Primeres transmissions per ràdio

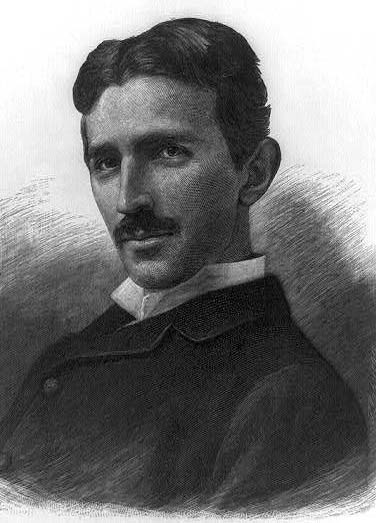
Nikola Tesla

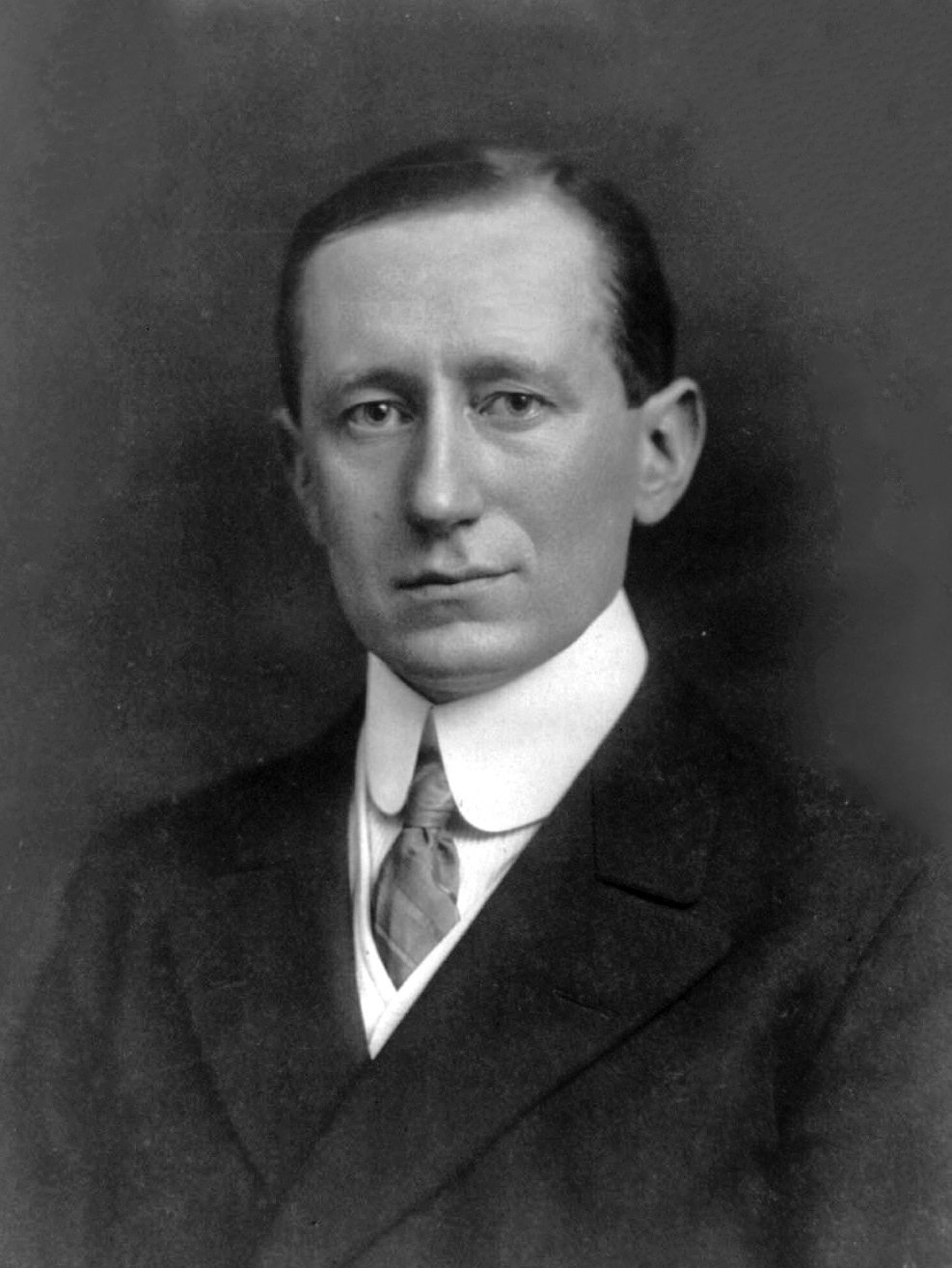
Guglielmo Marconi

El significat i l'ús de la paraula ràdio es va desenvolupar en paral·lel als progressos en el camp de les comunicacions. El seu desenvolupament el van influenciar dos invents: el telègraf i el telèfon, que són tecnologies que estan estrictament relacionades. Es poden diferenciar tres fases diferents en els inicis de la història de la ràdio:
- Descobriment i experimentació amb les ones electromagnètiques.
- Assoliment de la comunicació sense fils i el seu desenvolupament tècnic.
- Aparició de la radiodifusió i la seva comercialització.

Van ser molts els individus, tals com inventors, enginyers, desenvolupadors i empresaris, els que van contribuir a crear la idea moderna de la ràdio i, com a resultat, els orígens i la seva invenció són múltiples i controvertits. Els primers dissenys de ràdio no podien transmetre cap mena de sons, es tractava de radiotelègrafs.
És difícil atribuir la invenció de la ràdio a una única persona. En diferents països es reconeix la paternitat en clau local: Aleksandr Stepànovitx Popov va fer les seves primeres demostracions a Sant Petersburg, Rússia; Nikola Tesla a Saint Louis (Estats Units) i Guillermino Marconi a Anglaterra.
Els primers experiments els van portar a terme Thomas Edison i els seus empleats de la Menlo Park. Edison va sol·licitar l'any 1885, a l'Oficina de Patents dels EUA, una patent per a un acoblament electroestàtic. La patent va ser concedida amb el número 465.971 el 29 de desembre de 1891. Anys més tard, la companyia de Marconi compraria els drets de la patent d'Edison per protegir-se legalment dels plets.
El 1893 Nikola Tesla va descriure i va demostrar els principis del seu treball sobre la comunicació sense fils. La seva descripció contenia tots els processos i elements que serien incorporats posteriorment en els sistemes de ràdio abans del desenvolupament de la vàlvula electrònica. Tesla va començar a experimentar amb receptors magnètics, tot i l'existència dels cohesors (uns dispositius de detecció d'oscil·lacions elèctriques d'alta freqüència que consistien en tubs plens de llimadures de ferro i que aprofitaven la disminució sobtada de la resistència d'un conductor metàl·lic imperfecte en ésser sotmès a un camp elèctric d'alta freqüència) que havien estat inventats per Temistocle Calzecchi Onesti a Itàlia el 1884, i eren utilitzats per Guglielmo Marconi i per altres dels primers pioners. Reginald Aubrey Fessenden també va ser una figura primordial en el procés.

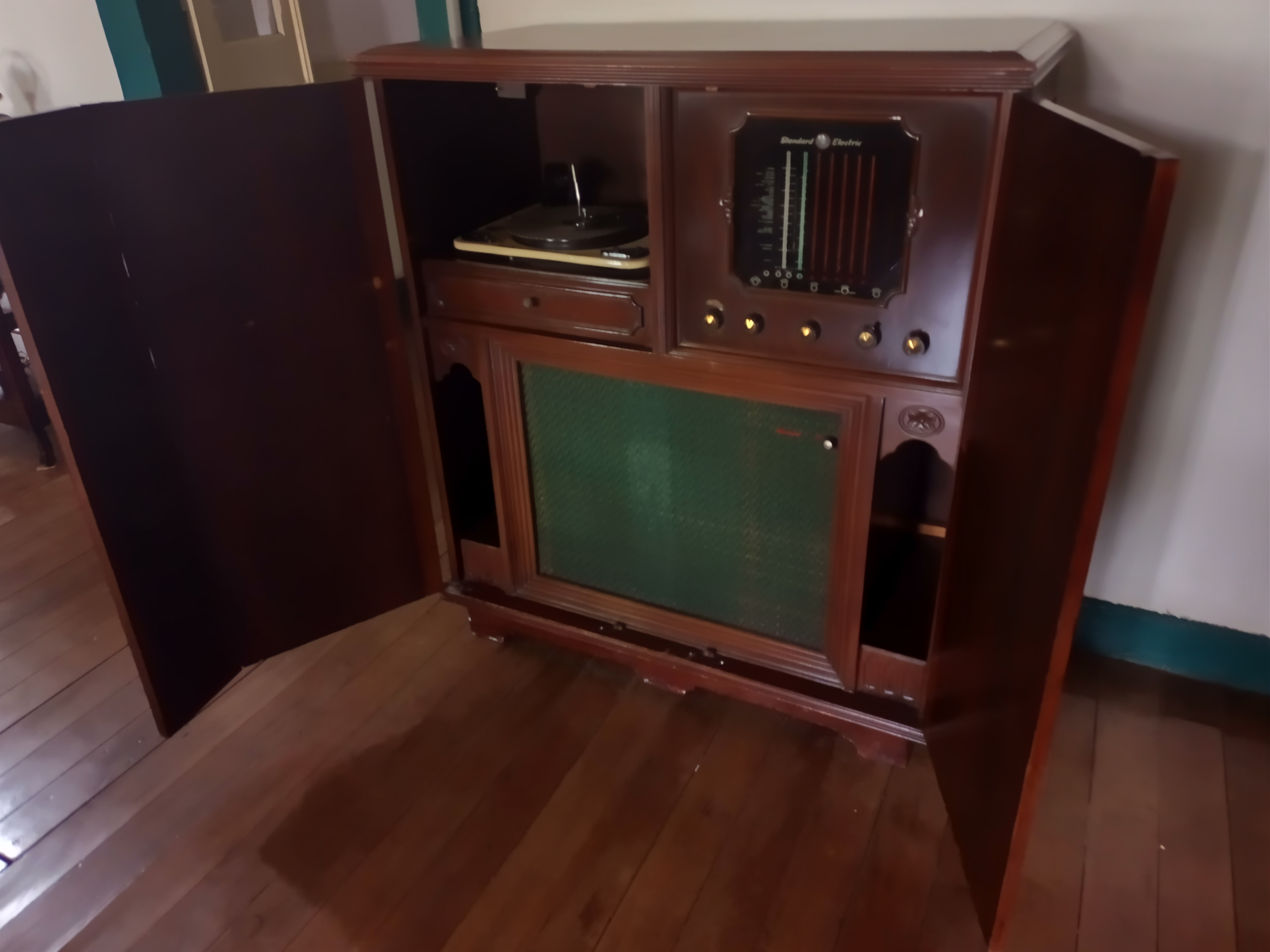

El 14 d'agost de 1894, els professors Oliver Lodge i Alexander Muirhead van dur a terme una demostració de la telegrafia sense fils a l'auditori del Museu d'Història Natural de la Universitat d'Oxford. Un senyal de ràdio va ser enviat des de l'edifici veí del Laboratori Clarendon i va ser rebut per un giny a la sala de conferències.
El 1895, Aleksandr Stepànovitx Popov va construir el seu primer receptor de ràdio basat en un cohesor. Va perfeccionar aquesta detecció d'oscil·lacions elèctriques, esdevenint el que avui es coneix com a detector de llamps. El va presentar a la Societat Russa de Física i Química el 7 de maig de 1895. Una representació de detector de llamps de Popov va ser publicada a la Revista de la Societat del mateix any. El receptor de Popov va ser creat sobre la base del millor receptor d'Oliver Lodge i, originalment, destinat als seus experiments. Deu mesos després, el 24 de març de 1896, amb un sistema complet de recepció-emissió de missatges telegràfics, va transmetre el primer missatge telegràfic entre dos edificis de la Universitat de Sant Petersburg situats a una distància de 250m. El text d'aquest primer missatge telegràfic va ser: Heinrich Hertz.

#### Marconi i la seva patent
En 1896, Marconi va obtenir la primera patent del món sobre la ràdio, la Patent britànica 12039, Millores en la transmissió d'impulsos i senyals elèctrics i un aparell per a això (els equips que emprava eren: com a emissor un generador d'espurnes de molt alta tensió, similar a l'emprat per Hertz, que connectava per un extrem a una gran antena no sintonitzada i per l'altre a terra, amb el que produïa alguna cosa que es podria definir com "soroll electromagnètic" en un ampli marge de freqüències més que ones de ràdio d'una freqüència concreta. Com receptor utilitzava un cohesor o coherència, tampoc de la seva invenció, que consistia en un petit recipient de vidre ple de llimadures de metall ideat inicialment per protegir dels llamps les instal·lacions telegràfiques, ja que en condicions normals tal dispositiu tenia alta resistència elèctrica però aquesta disminuïa intensament en arribar a ell una descàrrega elèctrica d'un llamp. S'havia trobat que també els camps elèctrics intensos produïts pels raigs disminuïen així mateix la seva resistència elèctrica) però Països com França o Rússia van rebutjar reconèixer la seva patent per aquesta invenció, referint-se a les publicacions de Popov, prèvies en el temps. El rus va patentar un aparell molt similar que registrava les tempestes elèctriques i per això el seu país va rebutjar la ràdio de Marconi. L'any 1897, Marconi va muntar la primera estació de ràdio del món en l'Illa de Wight, al sud d'Anglaterra i el 1898 va obrir la primera factoria del món d'equips de transmissió sense fils a Hall Street (Chelmsford, Regne Unit) donant feina a unes 50 persones. Ja l'any 1899 Marconi va aconseguir establir una comunicació de caràcter telegràfic entre Gran Bretanya i França. Tan sols dos anys després, el 1901, això quedaria com una minúcia a l'aconseguir per primera vegada transmetre senyals de banda a banda a través de l'oceà Atlàntic.

#### L'aportació de Reginald Aubrey Fessenden
Com en la majoria d'invents del segle xix, és més apropiat parlar de més d'un inventor. El canadenc Fessenden va conèixer els processos de Marconi i va començar a investigar sobre la ràdio a l'Observatori Alleghueny. Allà va construir un potent transmisor que permetia transmetre els senyals més complexos del codi Morse. Les seves aportacions van ser tan importants com les de Marconi, i per això se'l considera un dels inventors de la ràdio.

#### Els avenços d'Aleksandr Stepànovitx Popov
A partir de les seves investigacions va crear l'any 1895 un aparell de ràdio que enregistrava les alteracions electromagnètiques de l'atmosfera. L'any següent en va fer una demostració a l'Institut de física de Sant Petersburg en la qual es van col·locar diversos emissors a certs punts distants de l'edifici que transmetien un senyal electromagnètic. El missatge que s'enviava era: “Heinrich Hertz” i estava en codi Morse. Anys més tard es va dedicar a incrementar el rang d'acció de la transmissió, fet amb el qual va aconseguir l'any 1898 establir comunicació entre un vaixell i terra en una distància de 10 quilòmetres. A finals d'aquell mateix any va aconseguir assolir els 30 quilòmetres de distància entre l'emissor i el receptor.

### Els primers anys de la invenció de la ràdio
Nikola Tesla, per un camí diferent al de Hertz, havia arribat també a produir i detectar ones de ràdio buscant, més que transmetre senyals, transmetre energia elèctrica a llarga distància sense utilitzar conductors metàl·lics. Va fer la seva primera demostració pública de radiocomunicació a San Luis (Missouri, USA), a 1893. Dirigint-se al Franklin Institute de Filadèlfia i a la National Electric Light Association va descriure i va demostrar en detall els principis de la radiocomunicació. Els seus aparells contenien ja tots els elements que van ser utilitzats en els sistemes de ràdio fins al desenvolupament dels tubs de buit.
Gràcies al suport econòmic de Westinghouse, Nikola Tesla va dissenyar i construir l'any 1891 unes bobines que produïen electricitat d'alta freqüència i voltatge. Amb aquest invent va descobrir que podia transmetre i rebre senyals de ràdio sempre que esteiguessin sintonitzades a la mateixa freqüència. L'any següent va crear un disseny bàsic per la ràdio. Els pròxims anys va seguir realitzant proves per poder transmetre un senyal de ràdio sense cables. L'any 1898 va realitzar una demostració pública a Madison Square Garden (Nova York), en la qual va mostrar un vaixell controlat per ones de ràdio. Aquest estava construït amb una antena que transmetia les ones de ràdio mitjançant un dispositiu sensible.
Als Estats Units, alguns desenvolupaments clau en els inicis de la història de la ràdio van ser creats i patentats el 1897 per Tesla. Tanmateix, l'Oficina de Patents dels Estats Units revocar la seva decisió en 1904 i va adjudicar a Marconi una patent per la invenció de la ràdio, possiblement influenciada pels patrocinadors financers de Marconi als Estats Units, entre els quals es trobaven Thomas Alva Edison i Andrew Carnegie. Anys després, en la dècada dels seixanta el Tribunal Suprem dels Estats Units va dictaminar que la patent relativa a la ràdio era legítimament propietat de Tesla, reconeixement de forma legal com a inventor d'aquesta, si bé això no va transcendir a l'opinió pública, que segueix considerant a Marconi com el seu inventor.
El 12 de desembre de 1901, Marconi va transmetre, per primera vegada, senyals Morse per ones electromagnètiques.
El 1899 el valencià Julio Cervera Baviera va començar a col·laborar amb Guglielmo Marconi i el seu ajudant, George Kemp, resolent diferents problemes de la telefonia sense fils i obtenint les primeres patents abans de finalitzar l'any. Entre aquestes, una de les més destacades és la del telecomandament d'equips i sistemes, antecessor del comandament a distància.

### Descobriment de les ones electromagnètiques
James Clerk Maxwell en un document adreçat a la Royal Society titulat Una teoria dinàmica del camp electromagnètic, que descrivia els seus treballs entre els anys 1861 i 1865, exposava la seva teoria. Bàsicament postulava que els camps elèctrics variables creen camps magnètics variables, i viceversa, que els camps magnètics variables creen camps elèctrics variables amb el que uns o altres crearan al seu torn nous camps elèctrics o magnètics variables amb els quals aquests camps es propagaran per l'espai en forma de camps electromagnètics variables successius que s'allunyen de la font on es van originar en forma d'ones electromagnètiques.
Heinrich Rudolf Hertz, entre 1886 i 1888, va ser el primer a validar experimentalment la teoria de Maxwell, en idear com "crear" artificialment tals ones electromagnètiques i com detectaria continuació duent a la pràctica emissions i recepcions d'aquestes ones i analitzant les seves característiques físiques que demostra que les ones creades artificialment tenien totes les propietats de les ones electromagnètiques "teòriques" i descobrint que les equacions electromagnètiques podien ser reformulades en una equació diferencial parcial denominada equació d'ona. El dispositiu que va dissenyar per crear ones electromagnètiques consistia en dues barres metàl·liques de la mateixa mida alineades i molt properes per un dels seus extrems; sobre una d'aquestes barres eren injectats "paquets d'electrons" a molt alta tensió que a la vegada eren extrets de l'altra barra; dels intensos canvis en el nombre d'electrons que això provocava en les barres donava origen a descàrregues d'electrons d'una a una altra barra en forma d'espurnes a través de l'estret espai que les separava, descàrregues que es produïen d'una forma que es podria qualificar d'elàstica o oscil·lant, ja que després d'una "injecció" d'electrons en una barra es produïen descàrregues alternades d'electrons d'una a una altra barra cada vegada de menor intensitat fins a desaparèixer al cap per les resistències elèctriques. Aquests canvis alternants en el nombre d'electrons que tenia cada barra, electrons que es difonien per elles d'acord amb la seva longitud, feia que al llarg d'elles es produïssin variacions periòdiques de la càrrega elèctrica el que donava origen al seu torn a camps elèctrics variables al voltant d'elles d'un diàmetre similar a la longitud d'ambdues barres. Aquests camps elèctrics variables donaven origen al seu torn a camps magnètics variables amb el que es produïen ones electromagnètiques que es difonien des d'aquestes barres. Les "injeccions" i "subtraccions" de "paquets d'electrons" s'aconseguien mitjançant intensos impulsos elèctrics provocats per una bobina d'un gran nombre d'espires que tenia els seus extrems units cadascun a una de les dues barres i que tenia una altra bobina d'un petit nombre d'espires concèntrica a ella. Aquesta segona bobina rebia breus impulsos elèctrics en baixa tensió que induïa a la bobina de gran nombre d'espires la qual els transformava en impulsos de molt alta tensió. El receptor era una barra metal·lica circular, d'una mida que li feia ressonant per als camps electromagnètics originats en els dos barres emissores, que estava oberta en un punt en el qual els corrents d'electrons provocats en tal barra receptora pels camps magnètics variables captats causaven petites descàrregues d'electrons visibles així mateix en forma de petites espurnes. Hertz va fer un pas de gegant en afirmar i provar que les ones electromagnètiques es propaguen a una velocitat similar a la velocitat de la llum i que tenien les mateixes característiques físiques que les ones de llum, com les de reflectir-se en superfícies metàl·liques, desviar-se per prismes, estar polaritzades, etc., establint així les bases per a l'enviament de senyals de ràdio. Com a homenatge a Hertz per aquest descobriment, les ones electromagnètiques van passar a denominar hertzianes.
Aquests científics van posar les bases teòriques i tècniques perquè la ràdio tirés endavant, ja que la propagació de les ones electromagnètiques va ser essencial per a desenvolupar el que posteriorment s'ha convertit en un dels grans mitjans de comunicació de masses.

### Dates rellevants
- 1873: El físic escocès James Clerk Maxwell obté les equacions generals de la propagació de les ones electromagnètiques.
- 1887: El físic alemany Heinrich Rudolf Hertz aconsegueix demostrar l'existència de les ones electromagnètiques. A més, descobreix l'efecte fotoelèctric per mitjà d'un descarregador o ressonador.
- 1890: El físic francès Edouard Branly inventa un aparell que rep els senyals de la telegrafia sense utilitzar fils.
- 1896: Guglielmo Marconi aconsegueix la primera patent mundial de la ràdio.
- 1896: L'enginyer rus Aleksandr Stepànovitx Popov inventa la primera antena radioelèctrica. També construeix el primer receptor d'ones electromagnètiques.
- 1897: Es munta la primera estació de ràdio del món a l'Illa de Wight.
- 1900: Reginald Fessenden envia per ràdio la primera transmissió d'àudio.
- 1901: Primera transmissió transatlàntica sense fils.
- 1906: Primer programa de veu i música emès a Amèrica, per Reginald Fessenden, que consistí en una lectura de la bíblia i una nadala.[9]
- 1908: A Califòrnia té lloc la primera emissió radiofònica de caràcter privat de la mà de CH.D.Herrold.
- 1914-1918: L'ús de la ràdio com a element comunicatiu comença a utilitzar-se entre els exèrcits durant la Primera Guerra Mundial. La utilitat d'aquest mitjà rau en el seu valor estratègic de la comunicació sense fils i serveix per mantenir el caràcter reservat de les comunicacions.
- 1918: Edwin Armstrong patenta el receptor superheterodí.
- 1920: Primeres transmissions radiodifoses per entreteniment. Això passa el 27 d'agost des de la terrassa del Teatre Coliseo de la Ciudad de Buenos Aires. El projecte va ser encapçalat pel Dr. Enrique Telémaco Susini i els seus tres col·laboradors: César Guerrico, Luis Romero Carranza i Miguel Mujica, després anomenats «Els bojos del terrat».

Comença a funcionar a la ciutat Nord-americana de Pittsburg la KDKA, coneguda per ser la primera estació de ràdio que emet una programació regular i continuada.
- 1922: El francès Maurice Vinot emet des de París els primers butlletins d'informació amb notícies d'actualitat general i esports. Això és possible gràcies a l'emissora Radiolé i l'agència de notícies Havas.
- 1922: Fundació de la BBC.
- 1924: Neix Ràdio Barcelona, primera emissora dels Països Catalans.

### La ràdio als Països Catalans
La ràdio als Països Catalans neix durant els anys 20 del segle xx, moment en el qual la conjuntura governamental, la dictadura del general Primo de Rivera, obliga a emetre en castellà i impossibilita el desenvolupament de la ràdio informativa. Durant els anys 30 del segle xx, la ràdio esdevé un mitjà d'informació massiu i una eina política compromesa amb la recuperació cultural i lingüística. En completar-se l'ocupació feixista, els franquistes utilitzen la ràdio per aniquilar la cultura i la llengua catalanes.

## Emissores de Ràdio musical
Les emissores de ràdio musical són aquelles emissores que emeten música sigui amb una programació completament musical o a través de radiofórmula.

## Llenguatge radiofònic: la redacció radiofònica
L'actualitat, la rapidesa, la simultaneïtat i la immediatesa presten un gran servei a la informació.

La ràdio, com a mitjà informatiu, no només aporta immediatesa en la informació, sinó que també augmenta la comprensió pública a través de l'explicació i l'anàlisi. Aquest mitjà es caracteritza per aprofundir les informacions gràcies a la participació dels coneixedors de cada notícia o bé dels periodistes, a través del reportatge, l'entrevista, la taula rodona, l'explicació; en definitiva, la ràdio en profunditat.
| «            | D'aquesta manera la ràdio s'oposa a les teories que la situen com que és incapaç d'una comunicació de major nivell que la simple transmissió de notícies, quan la capacitat ha erradicat sempre en el desconeixement de la naturalesa del fenomen radiofònic. | » |
| — Faus, 1973 | |   |

La ràdio té la capacitat de comunicar una informació a un públic que no necessita una formació específica per descodificar el missatge. Aquest fet és rellevant, per exemple, davant d'un públic que no sap llegir, però sobretot adquireix major importància per a tots aquells que no volen o no tenen temps per llegir. Així, la ràdio, té un paper informatiu rellevant en totes les societats.
L'estructura radiofònica que s'utilitza per transmetre la informació es caracteritza per la brevetat i la senzillesa. El text periodístic de la ràdio és redactat per ser escoltat, i no per ser llegit. Per tant, s'utilitzen frases breus, senzilles i es simplifica la informació. Aquesta tècnica afecta tres aspectes: la puntuació, l'estructura gramatical i el llenguatge.

### Puntuació
En la ràdio, la puntuació serveix per associar la idea expressada a la seva unitat sonora i, per tant, per marcar unitats fòniques i no gramaticals com és usual en la cultura impresa. Així doncs, la puntuació en la ràdio no s'utilitza igual que en el llenguatge escrit. Per marcar les unitats fòniques només es necessiten dos signes d'àmplia gamma: la coma i el punt.
ComaLa coma, en el text radiofònic, marca una pausa final i un canvi d'entonació.
PuntÉs el senyal que indica el final d'una unitat fònica completa. La resolució d'entonació que marca el punt pot ser de caràcter parcial (en el cas dels punts que marquen el final d'una frase) i de caràcter total (en els punts que marquen el final d'un paràgraf). El punt assenyala una resolució d'entonació més, que és la corresponent al punt que indica el final del discurs i que té caràcter culminant. :Si s'apliquen correctament aquests signes, la respiració no presentarà dificultat.
La resta de signes són tots gairebé innecessaris. Cap raó justifica la utilització del punt i coma (;), els dos punts (:) o el punt i guió (.-). Pel que fa als parèntesis i els guions, cal tenir en compte que, en la major part dels casos, s'introdueixen idees addicionals que podrien pertorbar la comprensió de la idea principal que tractem d'expressar.

### Estructura gramatical
La ràdio utilitza l'estructura gramatical per aconseguir claredat i senzillesa expressiva. La claredat ha de ser la principal característica de la redacció en la ràdio, ja que respon al que Núñez Ladeveze anomena "Funcions periodístiques de la comunicació": màxima concentració informativa, rapidesa de lectura i mínim esforç d'interpretació. En aquest mitjà, la descodificació es realitza en present i no hi ha possibilitat de revisió. La redacció també ha de tenir en compte la diversitat del públic i les diferents situacions d'audiència.
L'atenció que presta l'audiència a la informació emesa per la ràdio no és total, per aquest motiu és molt important utilitzar frases curtes i estructures gramaticals senzilles (subjecte + verb + complement). No és recomanable la utilització de frases subordinades, però sí que ho són les coordinades, ja que introdueixen la redundància temàtica; una categoria positiva en el discurs radiofònic.
L'estil més utilitzat en la ràdio és el registre col·loquial.

### Llenguatge radiofònic
El llenguatge radiofònic es refereix al llenguatge oral, però també s'inclou la música, el soroll, el silenci i els efectes especials.
El llenguatge oral ha d'utilitzar un vocabulari d'ús corrent, optant sempre per l'acceptació més comuna d'un terme. És recomanable que el llenguatge radiofònic eviti l'ús adjectius i adverbis.
El temps verbal dels verbs té un paper molt important en la informació radiofònica. En la redacció de la notícia de ràdio, el verb cal utilitzar-lo en present d'indicatiu i en veu activa. El passat no és notícia en ràdio. El present denota immediatesa i per tant, actualitat. En cas de no poder utilitzar el present es recorrerà al pretèrit més proper, que és el perfecte. Com a últim recurs, l'indefinit.
L'actualitzat i la immediatesa de la ràdio s'aconsegueixen a partir de tres grans grups: recursos tècnics, redaccional i de programació.
- Recursos tècnics

Es pot assenyalar la utilització del telèfon, les unitats mòbils i els enregistraments en el lloc dels fets.
- Recursos redaccionals

La utilització del verb en temps present, així com l'ús de paraules i frases que denoten actualitat, com per exemple: "en aquests moments...", "en iniciar aquesta transmissió...", etc.
- Recursos de programació

La inclusió de nous aspectes de les notícies donades en anteriors serveis informatius. No n'hi ha prou en modificar el redactat de les notícies, sinó que s'han d'oferir noves dades, nous angles i repercussions al llarg del dia.
Pel que fa als guions, en la ràdio s'utilitzen els guions indicatius o pautes. Aquest tipus de guions contenen les indicacions tècniques i temàtiques imprescindibles per aconseguir l'acoblament del realitzador i l'editor-presentador. El guió indicatiu inclou el cronometratge de cada intervenció, la persona que la realitzarà i totes les fonts d'àudio que intervindran.

## Tecnologia radiofònica

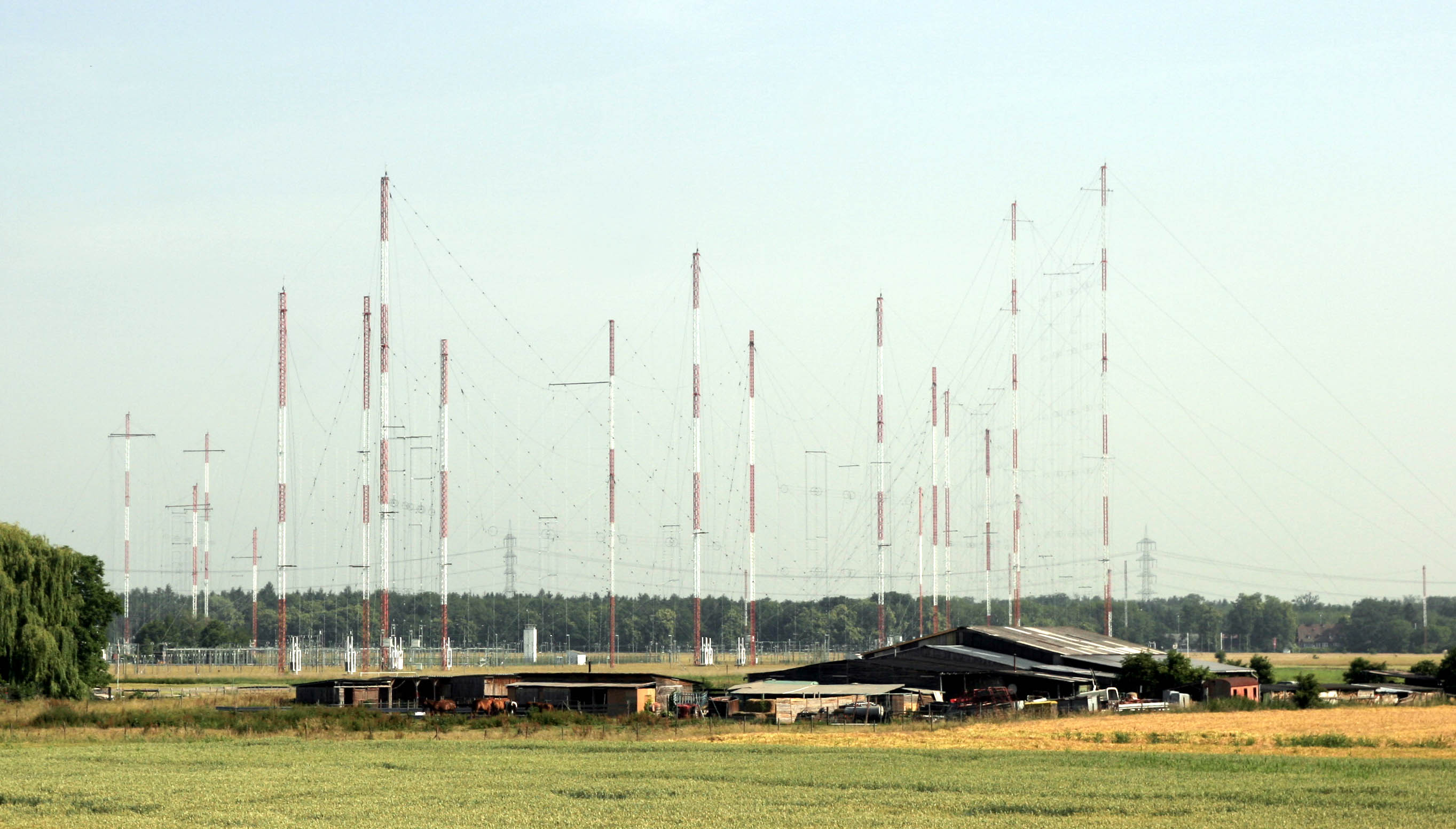
Emissora de Ràdio Liberty de propaganda capitalista dirigida als països d'Europa de l'est

Les ones de so de freqüència àudio s'han de transformar en ones portadores per poder ser emeses per la ràdio. És necessari modificar la freqüència (ritme d'oscil·lació) o l'amplitud (alçada) de l'ona sonora mitjançant un procés anomenat modulació. Aquestes ones portadores són ones electromagnètiques que es propaguen per l'espai. Generalment s'identifiquen mitjançant la seva freqüència:
- MF (Freqüència Mitjana) d'entre 300-3000 kHz amb una longitud d'ona de 1000-100 m.
- UHF (Freqüència Ultraelevada) d'entre 300-3000 MHz amb una longitud d'ona d'1 m - 10 cm.

Els dos components bàsics d'una ràdio són el transmissor i el receptor.
El transmissor genera oscil·lacions elèctriques amb una freqüència de ràdio anomenada portadora. Es pot amplificar l'amplitud o la mateixa freqüència per variar l'ona portadora. Un senyal modulat en amplitud es compon de la freqüència portadora i dues bandes laterals producte de la modulació. La Freqüència Modulada (FM) produeix més de dues bandes laterals per a cada freqüència de modulació, gràcies a la qual són possibles les complexes variacions que s'emeten en forma de veu o qualsevol altre so en la radiodifusió. La capacitat no usada addicional és utilitzada per algunes emissores per transmetre funcions d'utilitat com ara música de fons per a àrees públiques, senyals GPS auxiliars o dades del mercat financer. Com a resposta de la creixent popularitat de les estacions estèreo de ràdio FM a finals del 1980 i principis del 1990, algunes estacions nord-americanes van començar a transmetre en estèreo AM, tot i que això mai va guanyar popularitat.

## Gèneres radiofònics
La ràdio és el mitjà en el qual alguns gèneres del periodisme clàssic assoleixen la seva màxima expressió. Un exemple és l'entrevista, el debat i la tertúlia. L'adaptació dels gèneres periodístics a la ràdio es caracteritzen per la riquesa expressiva i el caràcter personal que s'incorpora al missatge transmès. Les claus per a una bona comunicació són continguts concisos, clars i directes. D'aquesta manera es produirà un major efecte d'atracció sobre l'audiència.
Els gèneres radiofònics es podrien classificar de la següent manera:
- El reportatge
- La crònica
- La crítica
- El comentari
- L'editorial
- L'entrevista
- La tertúlia
- El debat
- La falca
- Els esports

Un altre gènere que no s'hauria de deixar exclòs és la música, ja que no només és present en tots els gèneres anteriors, sinó que la relació entre la música i la ràdio és tan estreta que difícilment podríem fer-nos una idea de com seria aquest mitjà sense l'existència d'aquest component del llenguatge radiofònic.

## La ràdio a la televisió i internet
La ràdio, un mitjà comunicatiu que s'incorpora a les noves tecnologies:
- A través de les televisions: avui en dia amb la TDT podem sintonitzar diverses emissores i escoltar-les, així doncs, podem escoltar programes radiofònics en directe prescindint de l'aparell radiofònic, també podem guardar i organitzar les emissores que escoltem.
- A Internet: les emissores de ràdio han incorporat les seves emissions radiofòniques a les pàgines web, per tant, podem escoltar-les on-line sense importar el país on siguem.
  - A través del podcàsting: els podcasts són una eina que possibilita l'enregistrament de programes de ràdio o d'àudio d'Internet. Podem escoltar-los directament des de l'ordinador o bé descarregar-los i escoltar-los des de qualsevol lloc a través d'un reproductor d'àudio (mp3, Ipod...). A Catalunya, l'origen dels podcàsting es remunta a l'any 2005 amb la col·laboració entre dos mitjans de comunicació: Vilaweb (Vilassar de Mar) i Vilassar Ràdio.
  - A través de Youtube, Twitter, Facebook...: podem seguir programes de ràdio a través de xarxes socials.

Com s'ha esmentat anteriorment, els mitjans audiovisuals, per poder escoltar la ràdio actualment són múltiples i diversos, així doncs, avui en dia ja no cal tenir un aparell radiofònic, la tecnologia ha evolucionat de tal manera que ens facilita la seva escolta a través de diversos formats. Cal doncs, utilitzar el més adient per cadascú.